# Nicholas Galitzine
Nicholas Galitzine (ur. 29 września 1994 w Londynie) – angielski aktor, znany przede wszystkim z roli Conora w filmie Piękny drań (2016), Johnniego w filmie High Strung (2016) oraz Księcia Henry’ego w filmie Red, White & Royal Blue (2023).

## Wczesne życie
Dorastał w Londynie w Anglii. W wieku 10 lat śpiewał w chórze. Po ukończeniu szkoły średniej uczęszczał do Dulwich College w Londynie. Następnie zapisał się do młodzieżowego zespołu teatralnego w Pleasance w Islington, aby rozwijać swoją pasję do aktorstwa.
W dzieciństwie trenował rugby. Brał także udział w powiatowych zawodach lekkoatletycznych.

## Kariera
W 2014 zadebiutował rolą w filmie The Beat Beneath My Feet, wykonał też kilka piosenek do oryginalnej ścieżki dźwiękowej filmu.
W 2016 zagrał w amerykańskim dramacie High Strung, w którym wcielił się w rolę młodego skrzypka występującego na stacji metra. W tym samym roku wystąpił w filmie Piękny drań, w którym zagrał młodego studenta, który przeniósł się do innej szkoły z powodu drwin uczniów z jego orientacji seksualnej. Film ten został później nominowany do pięciu nagród na 15. Irish Film & Television Awards. W 2021 pojawił się jako książę Robert w filmie muzycznym Kopciuszek, a w 2023 jako książę Henry w filmie Red, White & Royal Blue.

## Filmografia

### Filmy
| Rok  | Tytuł                                  | Rola              |
| ---- | -------------------------------------- | ----------------- |
| 2014 | The Beat Beneath My Feet               | Tom               |
| 2016 | High Strung                            | Johnnie Blackwell |
| 2016 | Piękny drań                            | Conor Masters     |
| 2017 | The Changeover                         | Sorensen Carlisle |
| 2019 | Share                                  | A.J.              |
| 2020 | The Craft: Legacy                      | Timmy             |
| 2021 | Kopciuszek                             | Książę Robert     |
| 2022 | Purpurowe Serca                        | Luke              |
| 2023 | Red, White & Royal Blue                | Książę Henry      |
| 2023 | Bottoms                                | Jeff              |
| 2024 | The Idea of You (Na samą myśl o Tobie) | Hayes Campbell    |

### Programy telewizyjne
| Rok  | Tytuł                    | Rola                                        |
| ---- | ------------------------ | ------------------------------------------- |
| 2015 | Legends                  | Angelo (odc. The Legend of Terrence Graves) |
| 2017 | The Watcher in the Woods | Mark Fleming                                |
| 2019 | Chambers                 | Elliott Lefevre                             |
| 2024 | Mary & George            | George Villiers                             |

## Dyskografia

### Single
- „Comfort” (2022)

### Albumy
- Cinderella (Soundtrack from the Amazon Original Movie) (2021)